# كعيدة (عنافجة)
كعيدة (بالفارسية: کعیده) هي قرية وتقع في إيران في قسم عنافجة الريفي. يقدر عدد سكانها بـ 585 نسمة بحسب إحصاء 2016.